# 中井喜太郎
中井 喜太郎（なかい きたろう、1864年9月21日〈元治元年8月21日〉 - 1924年〈大正13年〉4月25日）は、日本の新聞記者、新聞編集者、随筆家。号・錦城。

## 生涯
元治元年8月21日、周防国岩国山手小路（山口県）にて生誕。1880年（明治13年）上京して成立学舎に入る。1882年（明治15年）大学予備門に入学。 
1889年（明治22年）帝国大学を中退し、読売新聞社に入り、編集長、主筆として論説に筆を執る（1894年6月1日 - 1901年10月22日）。この間、東亜会、国民同盟会、対露同志会に深く関わり、対外問題に奔走。のち朝鮮に渡り韓城新報社長となり、対露開戦促進に動く。
1908年（明治41年）大韓帝国咸鏡北道の書記官となり、その後南洋開発にも関心を示した。
1924年（大正13年）4月25日死没（享年60歳）。

## 著作
- 「志願兵」『新小説之内』春陽堂、1890年12月。 NCID BB01775868。
- 『南洋談』糖業研究会出版部、1914年5月。 NCID BA7843297X。全国書誌番号:43018068 NDLJP:950077。
  - 『南洋談』（再版）糖業研究会出版部、1914年8月。 NCID BA33709913。全国書誌番号:43018069 NDLJP:950078。
- 『朝鮮回顧録』糖業研究会出版部、1915年4月。 NCID BA34829488。全国書誌番号:43018717 NDLJP:950960。
- 『無用の書』 子の巻、実業之日本社、1923年4月。 NCID BA41175574。全国書誌番号:43036541 NDLJP:969344。
- 『無用の書』 丑の巻、実業之日本社、1923年8月。 NCID BA41175574。全国書誌番号:43036541 NDLJP:969345。